# 长柄琼楠
长柄琼楠（学名：Beilschmiedia longepetiolata）为樟科琼楠属下的一个种。

## 扩展阅读
- 維基物種上的相關：长柄琼楠